# Oxford Scientific Films
Oxford Scientific Films (OSF) es una compañía británica que produce programas y documentales de historia natural, fundada el 8 de julio de 1968 por el realizador de documentales Gerald Thompson.
La compañía rompió esquemas en el mundo de los documentales usando nuevas técnicas de filmación y capturando actividades nunca antes filmadas. En 1996 fue vendida a Circle Communications, adquirida a su vez al año siguiente por Southern Star Entertainment UK. Bajo sus nuevos dueños siempre mantuvo su identidad y continuó extendiendo su reputación de innovadores produciendo series multi premiadas, incluyendo la aclamada serie de Animal Planet El reino del suricato.

En marzo de 2008 Southern Star fusionó su propia división de documentales basada en Sydneycon la división Oxford Scientific Films, manteniendo el nombre para documentales especializados. Cuando Southern Star fue vendida a Endemol, Oxford Scientific Films fue conservada por la compañía matriz Fairfax Media.

## Trabajos notables
Oxford Scientific Films ha producido numerosos programas y películas ganadores de premios. En 1998, su película "The Forbidden Fruit" producida para la serie de BBC The Natural World y WNET Nature, ganó siete premios de la industria. Heroes of the High Frontier, producida como un especial de la National Geographic ganó cuatro premios y fue finalista para el Gran Trofeo Lo mejor del Espectáculo en el Festival de Nueva York.
En 2005 la compañía lanzó El reino del suricato, un docudrama encargado por Animal Planet. La serie llegó a ser la de mayor cuota de pantalla de Animal Planet, y fue nominada a dos Premios Emmy en su 59va. entrega, dos premios Jackson Hole Wildlife Film Festival y fue finalista en el Wildscreen Festival de 2006. Ganó múltiples premios Omni en 2006 en en las Galas de Premios del Festival de Nueva York de 2006 y 2007. La serie también es notable por haber capturado aspectos nunca antes vistos de la vida de las suricatas. siendo el primero en capturar en película un infanticidio y por expandir los límites del género documental.